# Szarnoś (stacja kolejowa)
Szarnoś – dawna stacja kolejowa w Szarnosiu, w gminie Świecie nad Osą, w powiecie grudziądzkim, w województwie kujawsko-pomorskim, w Polsce. Położona na linii kolejowej z Jabłonowa Pomorskiego do Prabut. Linia ta posiadała jeden tor. Miała znaczenie lokalne. Została otwarta w dniu 1 października 1899 roku. Przewozy pasażerskie zostały zawieszone w 1992 roku. Torowisko zostało rozebrane w styczniu 2006 roku.